# Hey, Where's Your Brother?
Hey, Where's Your Brother? è un album di Johnny Winter, pubblicato dalla Point Blank Records nel novembre del 1992. Il disco fu registrato (e mixato) nei mesi di maggio-luglio del 1992 al Streeterville Recording Studios di Chicago, Illinois (Stati Uniti).

## Tracce
1. Johnny Guitar – 3:27 (Johnny Watson, Johnny Winter)
2. She Likes to Boogie Real Low – 3:14 (Frankie Lee Sims, Caronna)
3. White Line Blues – 4:44 (Johnny Winter)
4. Please Come Home for Christmas – 4:36 (Charles Brown, Gene Redd)
5. Hard Way – 3:59 (T-Bone Walker, Ellas McDaniel)
6. You Must Have a Twin – 2:45 (Dick Shurman, Johnny Winter)
7. You Keep Sayin' That You're Leavin' – 5:23 (Johnny Winter)
8. Treat Me Like You Wanta – 3:44 (Johnny Winter)
9. Sick and Tired – 3:38 (Chris Kenner, Dave Bartholomew)
10. Blues This Bad – 3:36 (Jon Paris)
11. No More Doggin' – 3:34 (Roscoe Gordon, Jules Taub)
12. Check Out Her Mama – 4:02 (Fred James)
13. I Got My Brand on You – 5:28 (Willie Dixon)
14. One Step Forward (Two Steps Back) – 2:29 (Jon Paris)

## Musicisti
- Johnny Winter - voce, chitarra elettrica, chitarra acustica
- Jeff Ganz - basso elettrico, basso fretless, basso a otto corde, contrabbasso
- Tom Compton - batteria, percussioni

Musicisti aggiunti  
- Edgar Winter - voce, sassofono alto, organo (brano: Please Come Home for Christmas)
- Edgar Winter - sassofono tenore, sassofono baritono (brano: Sick and Tired)
- Edgar Winter - organo (brano: You Keep Sayin' That You're Leavin')
- Billy Branch - armonica (brani: You Must Have a Twin, Treat Me Like You Wanta, One Step Forward e I Got My Brand on You)